# Olof Bjurbäck

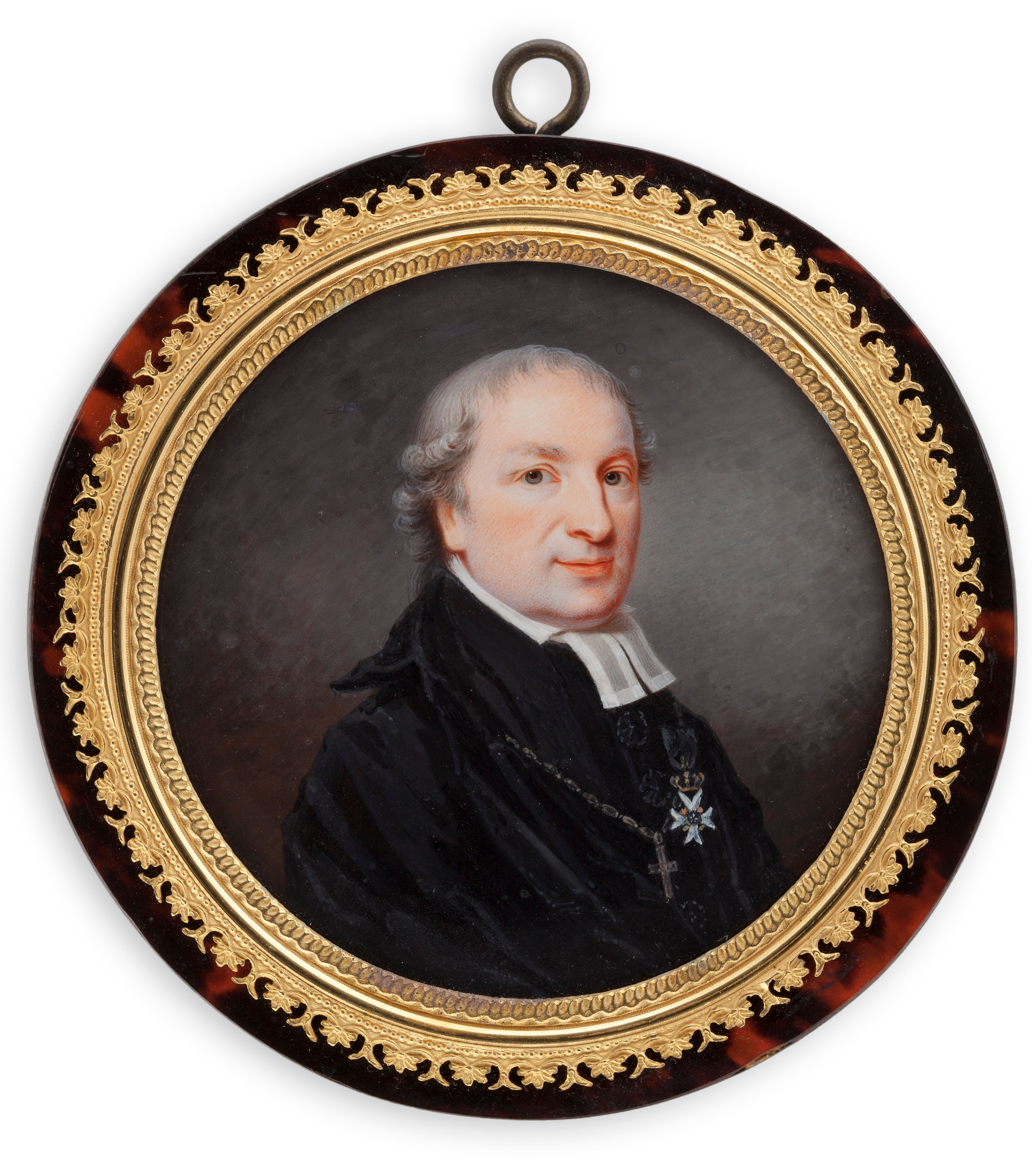
Biskop Olof Bjurbäck.

Olof Bjurbäck, född 29 oktober 1750 i Lungsunds församling i Värmlands län, död 18 april 1829 i Karlstads stadsförsamling i Värmlands län, var en svensk biskop, författare och översättare. Han var son till hammarsmeden Jonas Olsson och Maria Svensdotter Bock. År 1811 gifte sig Bjurbäck med Maria Lundgren.

## Biografi
Olof Bjurbäck föddes på Bjurbäckens bruk i Lungsunds socken och tog sitt tillnamn efter födelseorten. Av ett par tilldragelser i Bjurbäcks späda år antog hans anhöriga att han skulle bli något stort. Då han döptes släpptes han av ovarsamhet i golvet, men upptogs utan tecken till skada, och några år senare föll han under en flyttning oförmärkt ur åkdonet och påträffades ett par timmar därefter, i ostörd sömn på landsvägen, mitt för Kils kyrka, där han sedan såsom biskop i Karlstad blev pastor.
Genom understöd av gynnare fick han tillfälle att studera. Vid Uppsala universitet där han inskrevs till student 1770 erhöll han 1774 den filosofiska graden och prästvigdes 1775. Trots sin lärdom och utmärkta egenskaper fick han ingen ordinarie befordran förrän vid 37 års ålder, då han (1787) utnämndes till eloquentiæ lektor i Karlstad. 1801 utbytte han denna lärarplats mot kyrkoherdebefattningen i Filipstads församling, vilken han blott innehade till 1803, då han blev biskop i Karlstads stift.
Bjurbäck anses som en av sin tids förnämsta representanter för lockianismen. Redan under sin studietid i Uppsala vinnlade han sig om filosofin varvid han åtnjöt Christiernins personliga ledning. Även under sin lärartid utmärkte sig Bjurbäck för ett mångfrestande vetenskapligt intresse. Som präst vårdade han sina församlingar med stort nit och arbetade för en ordnad fattigförsörjning samt de arbetande klassernas höjande. Samma människovänliga anda genomgår även hans riksdagsmannaverksamhet (1809–1815).
En kronisk sjuklighet plågade honom jämt med den föreställningen att han ej samvetsgrant fyllde sin plats, och endast hans vänners kraftiga uppmaningar hindrade honom att nedlägga sitt ämbete. En del av sin ovanligt rika boksamling skänkte Bjurbäck till Uppsala universitetsbibliotek.